# HardBall III
HardBall III (ook wel HardBall II) is een computerspel dat werd ontwikkeld door MindSpan en uitgegeven door Accolade. Het spel kwam in 1992 uit voor DOS, een jaar later voor Sega Mega Drive en ten slotte in 1994 voor de SNES. Met het sportspel kan de speler honkbal spelen. Het spel is gelicentieerd door Major League Baseball Players Association en het vervolg op HardBall II. Het spel gebruikte wachtwoorden om de spelstand tijdens het seizoen op te slaan. Het perspectief van het spel is in de derde persoon. Omroeper Al Michaels gaf commentaar tijdens het spel. Op VGA gebruikte het spel 256 kleuren.

## Platforms
| Jaar | Platform        |
| ---- | --------------- |
| 1992 | DOS             |
| 1993 | Sega Mega Drive |
| 1994 | SNES            |

## Ontvangst
| Beoordeeld door                      | Platform        | Datum          | Score |
| ------------------------------------ | --------------- | -------------- | ----- |
| Game Players                         | SNES            | april 1994     | 87%   |
| Video Games                          | Sega Mega Drive | mei 1993       | 86%   |
| PC Games (Duitsland)                 | DOS             | september 1992 | 85%   |
| Video Games & Computer Entertainment | SNES            | april 1994     | 80%   |
| Power Play                           | DOS             | juli 1992      | 74%   |
| GamePro (USA)                        | SNES            | mei 1994       | 70%   |
| Electronic Gaming Monthly (EGM)      | SNES            | april 1994     | 70%   |
| All Game Guide                       | Sega Mega Drive | 1999           | 60%   |
| Total! (Duitsland)                   | SNES            | augustus 1994  | 55%   |